# Ребрихинский район
Ребри́хинский райо́н — административно-территориальное образование (сельский район) и муниципальное образование (муниципальный район) в  Алтайском крае России.
Административный центр — село Ребриха.

## География
Район расположен в центральной части Алтайского края. Граничит на юго-западе с Мамонтовским районом, на севере с Тюменцевским и Шелаболихинским районами, на северо-востоке — с Павловским, юго-востоке — Топчихинским и Алейским районами. Площадь района составляет 2678,9 км².
Природа
Ребрихинский район располагается на Приобском плато. Рельеф равнинный со многочисленными логами. Располагается на юге лесостепной природной зоны; значительная часть территории распахана. Через район проходят сразу три из уникальных ленточных боров Сибири: северная граница района проходит по Кучук-Кулундинскому бору, вдоль южной протянулся Барнаульский ленточный бор, а Касмалинский бор с северо-востока на юго-запад делит территорию района на примерно равные части. В лесах и колках растут берёза, тополь, сосна, осина, клён, акация, черёмуха, калина. Из зверей обитают лось, косуля, волк, лиса, корсак, барсук, бобр, заяц, куница, белка-телеутка; из птиц — гусь, утка, куропатка серая, филин, сова, коршун; из рыб — карась, карп, линь, щука, окунь, плотва, налим. Флора системы включает 188 видов растений, среди которых встречаются и внесенные в Красную книгу района.
По территории района протекают реки Барнаулка, Кулунда, Касмала с притоками Барсучиха, Боровлянка и Ребриха. Имеется пять крупных озёр и множество искусственных водоёмов.
Почвы района — преимущественно южные чернозёмы. Полезные ископаемые представлены нерудными полезными ископаемыми — строительными песками и гончарными глинами.
В районе существует Касмалинский заказник площадью 18 тыс. га для сохранения природного комплекса ленточного бора. В окрестностях села Ясная Поляна находится памятник природы «Балочная система» площадью 125 га, где представлены практически все возможные типы растительных сообществ.

### Климат
В районе континентальный климат (Dfc по классификации Кёппена) с морозной, малоснежной зимой и тёплым летом. Среднегодовая температура +1,5 °C.
Поздние весенние заморозки наблюдаются в конце мая — первой декаде июня. Ранние осенние заморозки бывают в конце августа, чаще в первой половине сентября.
Количество дней безморозного периода составляет в среднем — 92 дня. Накопление снегового покрова начинается в конце октября — начале ноября. Наибольшая высота снежного покрова обычно достигается в конце февраля. Разрушение устойчивого снежного покрова начинается с середины марта. Со 2 декады марта начинается снеготаяние. Средняя дата схода снежного покрова — 18 апреля. Вскрытие рек наблюдается во второй декаде апреля, озера вскрываются на 15-20 дней позднее. Половодье начинается во второй декаде апреля и продолжается 15-20, а иногда и более дней.
Первые ледовые образования — забереги — появляются в конце октября. Ледостав устанавливается 15-20 ноября.
Преобладающее направление ветра — юго-западное, в зимний период оно дополняется южным и западным, а в летнее время северо-восточным.
Географическое положение Ребрихинского района оказало существенное влияние на развитие реального сектора экономики и предпринимательства. Близость города Барнаула, наличие автомобильной трассы и железнодорожной магистрали федерального значения, проходящих через район, послужили развитию предпринимательства — как в сфере торговли, общественного питания, так и в промышленном производстве и создании крестьянско-фермерских хозяйств. Наличие крупных площадей сельхозугодий обусловило растениеводческую специализацию сельского хозяйства района. Общая площадь сельхозугодий составляет 203,1 тыс. га. Из них на долю пашни приходится 78,6 %, оставшуюся часть занимают сенокосы и пастбища.

## История

### Предыстория
Становление горнозаводского дела в предгорьях Алтая и строительство пограничных крепостей привело к расширению Сибирской губернии Российской империи на юг, притоку русских поселенцев из европейской части России и образованию ими первых населенных пунктов. 19 октября 1764 года царским указом из Сибирской губернии была выделена Тобольская губерния c Тобольской и Енисейской провинциями; в свою очередь провинции делились на уезды. Село Ребриха (тогда — селение Ребрихинское) было основано в 1779 году. До 1797 г. селение Ребрихинское входило в состав Касмалинской слободы, а в 1797 г. вошло в состав Касмалинской волости. 

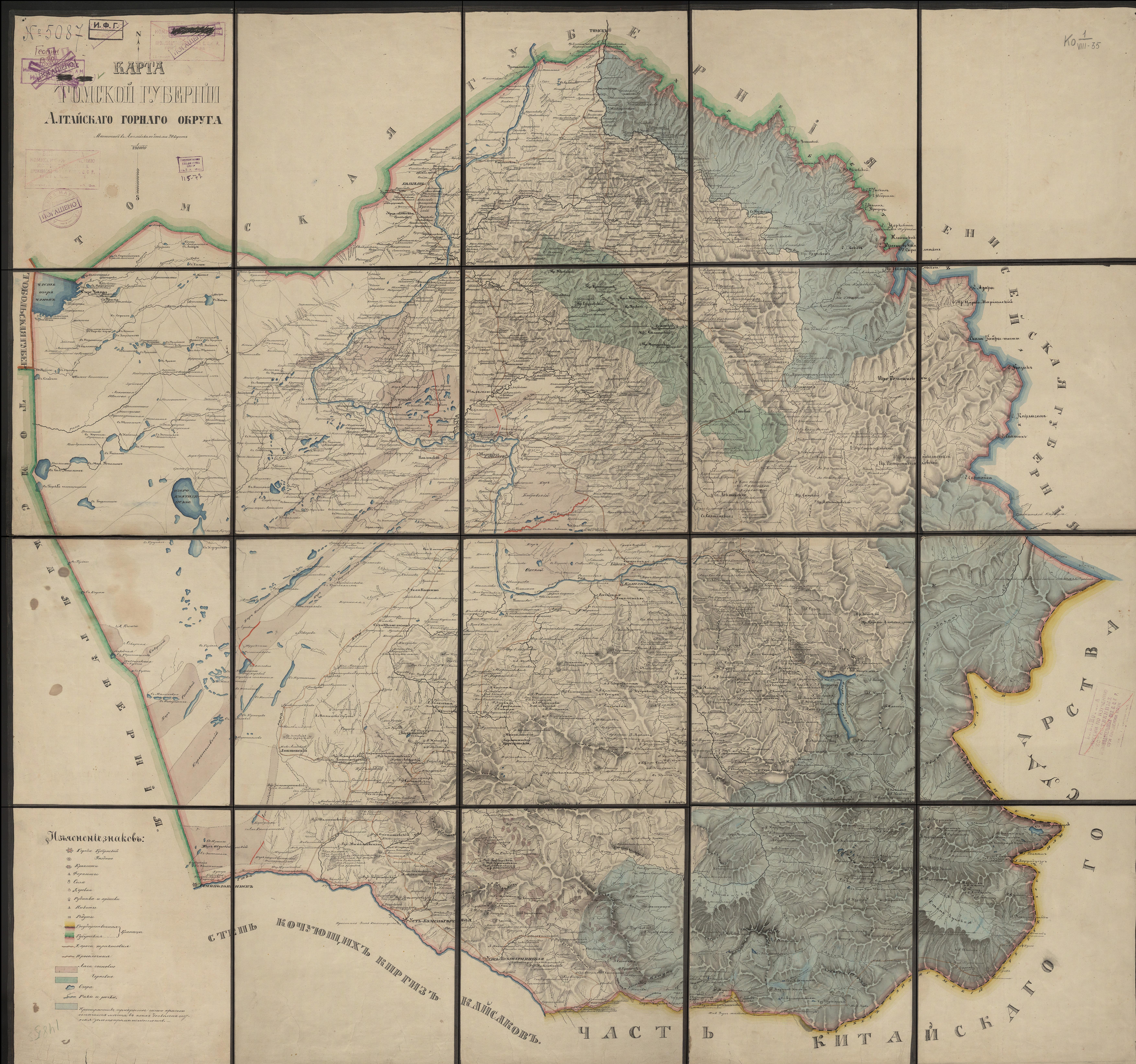
Карта Алтайского горного округа Томской губернии 1864 года.

### Касмалинская волость (1797-1897 гг.)
В 1880-е годы центром Касмалинской волости являлось село Бутырское (ныне Мамонтово). Главой администрации назначался старшина с окладом 120 рублей в год. Волостной писарь получал 1500 рублей – грамотность тогда очень много значила. Однако писарь за свой счет содержал штат канцелярии, отапливал и освещал помещение. В 1882 г. в Касмалинской волости проживало 1315 человек мужского пола (судить по общей численност населения сложно, так как учитывались только мужчины). В последней трети XIX в. на Алтай разрешили переселяться крестьянам Европейской России. За прием новоселов к обществу старожилы взимали плату в 15 рублей с семьи. 
26 февраля (9 марта) 1804 года была образована Томская губерния. Селение Ребрихинское, стало находиться в Касмалинской волости Бийского уезда. С 22 июля 1834 года, оставаясь в Касмалинской волости, селение Ребрихинское стало относиться к образованному Барнаульскому округу Томской губернии. 
После отмены крепостного права и особенно в конце XIX и начале XX веков жителями сёл Касмалинской волости становились переселенцы из западных губерний Российской империи.

Каждое селение пользовалось землей в границах своего владения и не имело права вести хозяйство за этой чертой. Но вследствие малой людности поселений у крестьян существовал захватный способ использования пашни. Каждый общинник разрабатывал землю под посев, где и сколько может. Лишь вышедшие из общины теряли право на пашню, и их угодья вновь считались свободными. Сенокосы распределялись по количеству взрослых мужчин в семье, но обязательным условием получения пая становилась уплата налогов и повинностей. Лицо, освобожденное от налогов и повинностей, не имело права на луга. Исключение составляли только бездетные старики. Им могли выделить полпая или четверть пая.

Поля засевались пшеницей и рожью, другими злаками, корнеплодами и промышленными растениями (лен, конопля). Из 389017 десятин удобной земли в Касмалинской волости засевалось только 11300. Остальные площади использовались как сенокосы, пастбища или просто пустовали. Урожайность пшеницы в среднем достигала 70 пудов с десятины, ржи – 50, овса – 80. Удобрения на пашне не вносились, и земля находилась в использовании не более 5 лет, а потом забрасывалась на 20 лет до естественного восстановления плодородия.

Данные о количестве скота в хозяйствах поразят даже современного читателя. Самый бедный крестьянин имел от 2 до 4 коров, средний – от 8 до 20, были и весьма зажиточные - со стадами до 200 голов.
Наемному работнику на хозяйских харчах платили от 30 до 45 рублей в год, работнице – 18-30 рублей. Поденщикам во время осенней страды платили 45-60 копеек мужчинам, женщинам – 30-45 копеек.
Из штрафных, нотариальных и пригульных  денег в волости образовывался мирской капитал – своеобразный крестьянский банк. Займы выдавались на срок не более 6 месяцев под 5% годовых. И обязательным условием становилось наличие поручителя. 

Промышленность волости представляли только мелкие кожевенные заводики. Все необходимые промышленные товары завозились извне.
В 1885 г. в Касмалинской волости имелось одно училище и 17 питейных заведений. Церквей к этому времени действовало четыре (в селах Боровском, Бутырском, Ребрихинском и Боровом форпосте).

Касмалинская волость существовала более 100 лет. С течением времени от нее постепенно отделялись более мелкие волости, ее площадь сокращалась, достигнув своего минимума в начале 1920-х гг. После переименования села Бутырского в Мамонтово Касмалинская волость окончательно исчезла с карты Алтая.

### Ребрихинская волость (1897-1924 гг.)
После первой Всероссийской переписи населения село Ребрихинское стало центром Ребрихинской волости Барнаульского уезда, Томской губернии. По данным за 1911 г. В Ребрихинскую волость с центром в селе Ребрихинском, входило 5 населённых пунктов – село Ребрихинское (744 двора), село Подстепновское (540 двора), село Пановское (623 двора), село Беловское (702 двора) и древня Рожнев Лог (801 двор). В волости имелось 3410 дворов и 21813 жителей. 
- Село Ребрихинское в 1911 г. имело: население 5299 человек (мужчин - 2666, женщин - 2633), 744 двора. Имелось 17726 дес. земли (17200 га). В селе располагалось церковь, церковно-приходская школа, двуклассное училище Министерства народного просвещения Российской империи, волостное правление, 2 ярмарки, казённая винная лавка, еженедельный базар, 5 лавок, паровая мукомольная мельница, 3 маслодельных завода, 3 маслобойных завода, 4 ветряных мельницы, 2 кожевенных завода, приют для сирот и кредитное товарищество.
- Село Подстёпновское имело 3333 жителей (1669 муж., 1664 жен.), 13058 дес. земли. В селе располагалась церковь, 4 лавки, маслодельный завод, 11 ветряных мельниц, казённая винная лавка и паровая мельница.
- Село Пановское имело 3630 жителей (муж. 1793, жен. 1837), 8965 дес. земли. В селе находилась церковь, училище Министерства народного просвещения Российской империи, маслодельный завод, кожевенный завод, 2 водяных и 5 ветряных мельницы.
- Село Беловское имело 4911 жителей (2443 муж. и 2468 жен.), 10703 дес. земли. Имелось училище Министерства внутренних дел Российской империи, 3 лавки, церковь, 2 маслодельных завода, 8 ветряных мельницы, казённая винная лавка, паровая мельница.
- Деревня Рожнев-Лог имела 4640 жителей (2413 муж. и 2227 жен.), 17292 дес. земли. В деревне работали 3лавки, маслодельный завод, 11 ветряных мельницы и молитвенный дом.

В ходе проведения столыпинской реформы приток переселенцев резко увеличил численность жителей Ребрихинской волости. Одновременно с притоком мигрантов  наблюдался отток местного населения. Причин этому имелось несколько. Европейцы приносили с собой православие, а селения Ребрихинской волости в то время были почти поголовно заселены старообрядцами. Согласно выписке из ведомостей Барнаульского духовного правления о раскольниках в 1847 г. в Ребрихе насчитывалось 191 мужчина и 227 женщин беспоповского толка. В 1884 г. старожильческих дворов насчитывалось 60, а переселенческих – 80. Переселенцы практиковали трехпольную систему земледелия, и коренные ребрихинцы начали жаловаться на нехватку земельных угодий. Старожилы распродали свои дома и переехали в другие селения. В 1888 г. осталось лишь 10 дворов аборигенов, в 1890 г. – 7. К концу XIX столетия в селе раскольники уже не проживали, что также подтверждается результатами Всероссийской переписи населения 1897 г.

### Ребрихинский район (1924 — по настоящее время)
Ребрихинский район был утверждён Постановлением Сибревкома от 27 мая 1924 года в составе Барнаульского уезда.
Система административного деления Сибири на волости, уезды и губернии была окончательно упразднена 25 мая 1925 года в ходе проводимой Сибревкомом реформы районирования: основной первичной административно-территориальной единицей страны становились районы, формируемые на территориях юрисдикции созданных в 1920—1925 райкомов РКП(б). Районы сводились в единый Сибирский край. На некоторый переходный период, для упрощения системы регионального управления, в пределах прежних уездов были сохранены (с весьма ограниченными правами) администрации территориальных округов Сибкрая.
В 1928 г. в состав Ребрихинского района входило 67 населённых пункта. Проживало в 1926 г. — 45647 человек (муж. 21931, жен. 23716) с числом хозяйств — 8766. Район был однороден по национальному признаку. В пос. Пеньки, хут. Гудимичихе (не существует) и хут. Букловском (не существует) проживали белорусы. В кордоне Селезнёвском проживали мордовцы. На территории района имелось 10 лавок, несколько кредитных товариществ, 20 школ, 16 совхозов и 6 изб-читален, мельницы.

## Население
| 1959    | 1996    | 1997    | 1998    | 1999    | 2000    | 2001    | 2002    |
| ------- | ------- | ------- | ------- | ------- | ------- | ------- | ------- |
| 28 442  | ↗29 600 | ↘29 300 | ↘29 100 | ↘29 000 | ↘28 900 | ↘28 600 | ↘28 200 |
| 2003    | 2004    | 2005    | 2006    | 2007    | 2008    | 2009    | 2010    |
| ↗28 220 | ↘28 063 | ↘27 484 | ↘27 237 | ↘27 024 | ↘26 759 | ↘26 102 | ↘24 559 |
| 2011    | 2012    | 2013    | 2014    | 2015    | 2016    | 2017    | 2018    |
| ↘24 511 | ↘24 254 | ↘23 924 | ↘23 447 | ↘23 281 | ↘23 064 | ↘23 010 | ↘22 835 |
| 2019    | 2020    | 2021    |         |         |         |         |         |
| ↘22 664 | ↘22 380 | ↘19 372 |         |         |         |         |         |

Как и в большинстве районов Алтайского края, в последние годы численность населения района сокращается. Причины — снижение рождаемости и одновременно рост преждевременной смертности населения, миграционная убыль. Миграционный отток в основном за счёт переезда молодых трудоспособных граждан из села в город.

### Национальный состав[21]
93,2 % — русские, 4,3 % — немцы, другие — 2,5 %.
Соотношение мужчин и женщин — 47,3 % и 52,7 % соответственно.
| национальность | мужчин | женщин | всего  | %    |
| -------------- | ------ | ------ | ------ | ---- |
| русские        | 12 039 | 13 580 | 25 619 | 90,7 |
| немцы          | 842    | 928    | 1 770  | 6,27 |
| украинцы       | 160    | 174    | 334    | 1,18 |
| белорусы       | 56     | 51     | 107    | 0,38 |
| казахи         | 41     | 40     | 81     | 0,28 |
| азербайджанцы  | 47     | 24     | 71     | 0,25 |
| армяне         | 43     | 22     | 65     | 0,23 |
| татары         | 22     | 11     | 33     | 0,12 |
| итого:         | 13 334 | 14 904 | 28 238 | 100  |

В 2015 году родилось 279 детей, что на 20 меньше, чем в предыдущем году.
В районе сложилась тенденция увеличения смертности. Вместе с тем, на 3,2% по сравнению с 2014 годом снизился показатель младенческой смертности, на 13,2% уменьшился показатель перинатальной смертности, возросла смертность в трудоспособном возрасте, смертность от туберкулеза. Вместе с тем, зарегистрирован резкий рост суицидов среди населения (2015 год – 15 суицидов, 2014 год – 10).

## Административно-муниципальное устройство
Ребрихинский район с точки зрения административно-территориального устройства края включает 13 административно-территориальных образований — 13 сельсоветов.
Ребрихинский муниципальный район в рамках организации местного самоуправления включает 13 муниципальных образований со статусом сельских поселений:
| №         | Сельское поселение                | Административный центр  | Количество населённых пунктов | Население (чел.) | Площадь (км²) |
| --------- | --------------------------------- | ----------------------- | ----------------------------- | ---------------- | ------------- |
| 1         | Беловский сельсовет               | село Белово             | 2                             | ↘1763            | 289,64        |
| 2         | Боровлянский сельсовет            | село Боровлянка         | 2                             | ↘596             | 172,03        |
| 3         | Воронихинский сельсовет           | село Ворониха           | 1                             | ↘798             | 164,40        |
| 4         | Зеленорощинский сельсовет         | село Зелёная Роща       | 4                             | ↘730             | 109,36        |
| 5         | Зиминский сельсовет               | село Зимино             | 2                             | ↘890             | 136,21        |
| 6         | Клочковский сельсовет             | село Клочки             | 1                             | ↗1107            | 252,72        |
| 7         | Пановский сельсовет               | село Паново             | 4                             | ↘1139            | 164,46        |
| 8         | Плоскосеминский сельсовет         | посёлок Плоскосеминский | 1                             | ↘283             | 111,03        |
| 9         | Подстепновский сельсовет          | село Подстепное         | 1                             | ↘784             | 305,60        |
| 10        | Ребрихинский сельсовет            | село Ребриха            | 6                             | ↘8657            | 518,74        |
| 11        | Рожне-Логовской сельсовет         | село Рожнев Лог         | 2                             | ↘860             | 193,88        |
| 12        | Станционно-Ребрихинский сельсовет | станция Ребриха         | 1                             | ↗2602            | 35,06         |
| 13        | Усть-Мосихинский сельсовет        | село Усть-Мосиха        | 1                             | ↘1033            | 205,81        |
| 13.000001 | Яснополянский сельсовет           | село Ясная Поляна       | 2                             | ↘480             | 133,11        |

История муниципального устройства
Первоначально в 2008 году было образовано 17 сельских поселений. В 2014 году Георгиевский сельсовет включён в Беловский сельсовет, в 2015 году Куликовский и Шумилихинский сельсоветы — в Ребрихинский сельсовет, в 2019 году Яснополянский сельсовет — в Ребрихинский сельсовет. С 2019 года в муниципальном районе (районе) находятся 13 сельских поселений (сельсоветов).

### Населённые пункты
В Ребрихинском районе 28 населённых пунктов:
| №  | Населённый пункт | Тип     | Население | Сельское поселение                |
| -- | ---------------- | ------- | --------- | --------------------------------- |
| 1  | Белово           | село    | ↘1470     | Беловский сельсовет               |
| 2  | Боровлянка       | село    | ↘600      | Боровлянский сельсовет            |
| 3  | Верх-Боровлянка  | посёлок | ↘194      | Ребрихинский сельсовет            |
| 4  | Ворониха         | село    | ↘798      | Воронихинский сельсовет           |
| 5  | Георгиевка       | село    | ↘522      | Беловский сельсовет               |
| 6  | Дальний          | разъезд | ↘96       | Зеленорощинский сельсовет         |
| 7  | Зелёная Роща     | село    | ↘536      | Зеленорощинский сельсовет         |
| 8  | Зимино           | село    | ↗997      | Зиминский сельсовет               |
| 9  | Касмалинка       | село    | →104      | Боровлянский сельсовет            |
| 10 | Клочки           | село    | ↗1107     | Клочковский сельсовет             |
| 11 | Ключевка         | посёлок | ↘153      | Зеленорощинский сельсовет         |
| 12 | Куликово         | село    | ↘288      | Ребрихинский сельсовет            |
| 13 | Лесной           | посёлок | ↗36       | Пановский сельсовет               |
| 14 | Майский          | посёлок | ↘30       | Зиминский сельсовет               |
| 15 | Молодёжный       | посёлок | ↘322      | Пановский сельсовет               |
| 16 | Орёл             | посёлок | →124      | Зеленорощинский сельсовет         |
| 17 | Паново           | разъезд | ↘20       | Пановский сельсовет               |
| 18 | Паново           | село    | ↘926      | Пановский сельсовет               |
| 19 | Пеньки           | посёлок | ↘73       | Рожне-Логовской сельсовет         |
| 20 | Плоскосеминский  | посёлок | ↘283      | Плоскосеминский сельсовет         |
| 21 | Подстепное       | село    | ↘784      | Подстепновский сельсовет          |
| 22 | Ребриха          | село    | ↘7544     | Ребрихинский сельсовет            |
| 23 | Ребриха          | станция | ↗2602     | Станционно-Ребрихинский сельсовет |
| 24 | Рожнев Лог       | село    | ↘938      | Рожне-Логовской сельсовет         |
| 25 | Тулай            | посёлок | ↗108      | Ребрихинский сельсовет            |
| 26 | Усть-Мосиха      | село    | ↘1033     | Усть-Мосихинский сельсовет        |
| 27 | Шумилиха         | село    | ↘540      | Ребрихинский сельсовет            |
| 28 | Ясная Поляна     | село    | ↘383      | Ребрихинский сельсовет            |

## Местное самоуправление
Деятельность и полномочия органов местного самоуправления регулирует устав Ребрихинского района.
Совет народных депутатов
Совет народных депутатов является постоянно действующим представительским органом Ребрихинского района. Состоит из 19 депутатов, избираемых на 5 лет по мажоритарной системе.
Председатели совета и главы района
- с 2012 года - Елена Геннадьевна Донских[30].

Администрация района
Администрация района — постоянно действующий исполнительно—распорядительный орган Ребрихинского района. Руководит администрацией — глава администрации, назначаемый советом народных депутатов.
Главы администрации
- 2000-2017 - Прахт Александр Андреевич[31].

## Экономика
Сельское хозяйство
Сельскохозяйственной деятельностью в районе занимается 11 сельхозпредприятий и 83 крестьянских (фермерских) хозяйств (2012 год). Сельскохозяйственные предприятия сосредоточены в 9 поселениях
муниципального района из 17.
Основная специализация хозяйств района: производство растениеводческой продукции, в основном зерновых культур, мясомолочное скотоводство. Общая площадь сельскохозяйственных угодий в районе составляет 203,1 тыс. га, в том числе пашни 159,6 тыс. га.
В структуре валовой продукции сельского хозяйства на долю животноводства приходится — 53,2 % (рост производства свинины и её переработка), растениеводства — 46,8 %. Количество крестьянских (фермерских) хозяйств осталось на прежнем уровне, это связано в первую очередь с тем, что слабые хозяйства закрылись, не выдержав конкуренции.
Посевная площадь зерновых культур в 2012 году составляла 129,8 тыс. га, в 2011 году — 126,6 тыс. га. На крестьянские (фермерские) хозяйства приходится 62 % посевных площадей зерновых культур.
В районе занимаются возделыванием подсолнечника, сахарной свеклы, площади под этими культурами растут. По площади посева и производству сахарной свеклы мы находимся на 2-м месте в крае. Площади под кормовыми культурами в 2012 году увеличились на 15,9 %.
Объём вносимых минеральных удобрений ежегодно растет, так же растет применение средств химической защиты растений, все это вместе дает определенный позитивный результат. Так на протяжении последних лет район постоянно занимает 1-2 места по производству сахарной свеклы в крае. В 2012 г. несмотря на жесточайшую засуху, район занял первое место по Приобской зоне по производству сельскохозяйственной продукции. Кроме этого, по восьми номинациям краевого трудового соревнования, район был отмечен как победитель. Не случайно, краевой Администрацией район отмечен за постоянный позитив по развитию сельского хозяйства в последние годы.
Экономические показатели деятельности сельскохозяйственных предприятий и их финансовое состояние за последние 2 года значительно улучшились, за 2011 год по аграрному сектору экономики получена прибыль от хозяйственной деятельности в сумме 107,5 млн руб., а в 2012 г. 77,5 млн руб. Снижение связано в первую очередь с засухой. Как и прежде рентабельной остается отрасль, растениеводство: получена прибыль по зерновым культурам и сахарной свекле. В животноводстве рентабельным является молоко и производство свинины.
Промышленность
Промышленность играет существенную роль в экономике муниципальных образований, от её развития зависит наполняемость бюджета и решение многих социальных проблем в районе. Промышленный потенциал района представлен 10-ю предприятиями, из них 4 крупных и средних, 6 малых предприятий.
Социально значимые предприятия в районе: ООО «Ребрихинский лесхоз», Ребрихинский мелькомбинат ОАО «ПАВА», ООО «Альтаир-Агро». На крупные и средние предприятия приходится 68,3 % производимой в районе промышленной продукции, остальное дают малые предприятия и подсобные производства.
В структуре производства промышленной продукции района основную долю занимает производство пищевых продуктов 86,1 %, обработка древесины и производство изделий из дерева 7,8 %. Основная 11номенклатура выпускаемой промышленной продукции: деловая древесина, пиломатериалы, мебель, кирпич, тепловая энергия, мука, крупа, мясо, включая субпродукты 1 категории, колбасные изделия, мясные полуфабрикаты, масло растительное, сыры жирные, масло животное, хлеб и хлебобулочные изделия. В выпуске продукции основная доля принадлежит Ребрихинскому мелькомбинату ОАО «ПАВА», производящему муку и крупу. Мощность мясоперерабатывающего комплекса «Альтаир — Агро» составляет восемь тонн продукции в сутки. На «Альтаир — Агро» все технические и технологические параметры на высоком европейском уровне: условия содержания животных, качество кормов, состояние здоровья животных, характеристики технологического оборудования, используемого в процессе производства. Ассортимент выпускаемой продукции сейчас насчитывает более 100 12 наименований колбасных изделий, около 20 наименований деликатесов и постоянно расширяется.
Производством продукции из собственного сырья в районе занимается ОАО «Ребрихинский маслосырзавод». Новейшие технологии, большой опыт работы в молочной промышленности положительно сказываются на выпускаемой продукции. Завод выпускает масло, а предмет особой гордости — сыры (твердые и полутвердые). Успех производства вкусного сыра кроется в использовании современного оборудования, высококачественного сырья, и главное в профессиональном мастерстве специалистов.
Пищевая и перерабатывающая промышленность района стабильно удерживается в первой десятке районов края по выпуску муки и жирных сыров, колбасных изделий и мясных полуфабрикатов.
Транспорт
Транспортная система представлена сетью территориальных автомобильных дорог, Западно — Сибирской железной дороги. Протяженность муниципальных автомобильных дорог 402,33 км, строительством, ремонтом и содержанием автомобильных дорог и сооружений в Ребрихинском районе занимается ГУП « Ребрихинское ДРСУ».
По территории района проходит автомобильная трасса «Павловск—Ребриха—Буканское».
Автомобильный парк района на начало 2011 года составляет 6255 единиц автомобилей, в том числе грузовых 1088 ед., легковых 4630 ед., пассажирских автобусов 103, мототранспорта — 144 ед. прицепов и полуприцепов — 290.
В районе действует 1 автотранспортное предприятие: МУП «Ребрихинское автотранспортное предприятие». Этим предприятием в 2010 году объём услуг пассажирского транспорта по количеству перевезенных пассажиров увеличился на 6,5 %, по пассажирообороту на 4,1 % к уровню 2009 года. Предприятие имеет положительный финансовый результат. Перевозкой пассажиров в 2010 году в районе занимаются 72 предпринимателя.
Связь
Услуги связи в районе оказывают 2 организации: Ребрихинский филиал Павловского почтамта Управления Федеральной почтовой связи Алтайского края и ОАО «Ростелеком» Алтайский филиал Северного ЦТ. По состоянию на 01.01.2011 года общая монтированная ёмкость телефонных станций по району составила 5776 номеров, 33 таксофона. Обеспеченность населения района телефонными аппаратами на 100 чел. составляет 18,3 ед., что составляет средний уровень сельской местности края.
Малое предпринимательство
Объём промышленного производства в малом и среднем бизнесе составил в 2012 году 753,2 млн рублей, или 31,7 % от общего объёма промышленного производства, доля розничного товарооборота и общественного питания в малом и среднем бизнесе составляет 77,5 %. Малый бизнес в сельском хозяйстве представлен крестьянскими (фермерскими) хозяйствами, доля к общему числу работающих в сельском хозяйстве составляет 23,6 %. Средняя заработная плата в малом предпринимательстве выросла за 2 года на 43,6 %.
На протяжении последних лет Администрация района последовательно и системно осуществляет работу по созданию благоприятных условий для развития сельского предпринимательства и притока инвестиций в экономику района. Ежегодно район участвует в краевом конкурсе на предоставление субсидий бюджетам муниципальных районов в целях поддержки мероприятий по программам развития малого и среднего предпринимательства. Так в 2012 году трем начинающим малым предприятиям района были предоставлены субсидии из краевого и федерального бюджетов в размере 445 тысяч рублей на создание собственного дела.
ЖКХ
На начало 2012 года общая площадь жилищного фонда района составила 602,7 тыс. м².
Благоустройство жилищного фонда района характеризуется следующими показателями: на конец 2011 года 61,7 % жилищного фонда было оборудовано водопроводом, 33,4 % канализацией. Протяженность уличных водопроводных сетей составляет 281,9 км, 140,4 км ветхие сети. Водозаборов 83 с суммарной мощностью 12255 м³ в сутки. Началось строительство водопровода в Северо-Восточной части с Ребрихи в 2012 году. Всего в районе 61 централизованных источников теплоснабжения из них 56 муниципальных. Протяженность тепловых сетей составляет 38,5 км. Энергетические мощности района включают 1360,3 км линии электропередач, 347 КТП. Для жилищно-коммунального комплекса в целом характерно превышение расходов над доходами, что обусловлено низким тарифом, как следствие, наличие кредиторской задолженности. Повышение тарифов осуществляется с одновременным представлением мер социальной поддержки населения.
Количество семей, получающих субсидии на оплату жилья и коммунальных услуг в 2010 году сократилось на 22,2 %, в 2011 году на 3,7 %. Объём средств направленных на субсидии населению в 2012 году составил 12900 тысяч рублей.

## Здравоохранение
Медицинское обслуживание района осуществляется КГБУЗ «Ребрихинская центральная районная больница» на 94 койки круглосуточного пребывания, 7 врачебными амбулаториями, 16 фельдшерско — акушерскими пунктами оказывающими как первичную, так и специализированную помощь населению. В больнице функционирует 39 коек дневного стационара, в том числе: на базе ЦРБ ?10, в гинекологии — 3, в детском отделении — 2; на базе врачебных амбулаторий: Воронихинской-3, Беловской-2, Подстепной - 10, Зиминской — 4, Усть-Мосихинской — 5.

## Образование
В 2015 году в системе образования района действовало 14 общеобразовательных школы, 3 филиала общеобразовательных школ, 11 детских дошкольных учреждений, Ребрихинский лицей профессионального образования, Ребрихинская специальная (коррекционная) общеобразовательная школа-интернат VIII вида, детская школа искусств. Вместимость школ составляет 6596 мест, в них обучалось в 2015 году 2549 учащихся.

## Культура
Музей, учреждение культурно-досугового типа и 22 филиала,  библиотека и 17 филиалов-библиотек.

## Люди, связанные с районом
- Геннадий Петрович Бородин (1930—2009) — мастер-сыродел, Герой Социалистического Труда
- Алексей Захарович Ванин (1925—2012) — советский актёр театра и кино, Заслуженный артист Российской Федерации
- Михаил Кузьмич Герасимов (1920) — полный кавалер ордена Славы, воздушный стрелок в составе экипажа летчика дважды Героя Советского Союза Георгия Берегового
- Тихон Петрович Литвиненко (1913—1944) — участник Великой Отечественной войны, Герой Советского Союза
- Геннадий Петрович Панов (1942) — поэт, автор стихотворного перевода с древнерусского языка «Слова о полку Игореве». Член Союза писателей СССР.
- Филипп Васильевич Попов (1930—2007) — советский партийный и государственный деятель